# Julia Marino (snowboard)
Julia Marino (Yonkers, 11 de septiembre de 1997) es una deportista estadounidense que compite en snowboard, especialista en la prueba de slopestyle.
Participó en dos Juegos Olímpicos de Invierno, en los años 2018 y 2022, obteniendo una medalla de plata en Pekín 2022, en la prueba de slopestyle. Adicionalmente, consiguió siete medallas en los X Games de Invierno.

## Medallero internacional
| Juegos Olímpicos | Juegos Olímpicos | Juegos Olímpicos | Juegos Olímpicos |
| Año              | Lugar            | Medalla          | Prueba           |
| ---------------- | ---------------- | ---------------- | ---------------- |
| 2022             | Pekín (China)    | Medalla de plata | Slopestyle       |

| X Games de Invierno | X Games de Invierno    | X Games de Invierno | X Games de Invierno |
| Año                 | Lugar                  | Medalla             | Prueba              |
| ------------------- | ---------------------- | ------------------- | ------------------- |
| 2017                | Aspen (Estados Unidos) | Medalla de oro      | Slopestyle          |
| 2017                | Aspen (Estados Unidos) | Medalla de bronce   | Big air             |
| 2017                | Oslo (Noruega)         | Medalla de plata    | Big air             |
| 2017                | Oslo (Noruega)         | Medalla de bronce   | Slopestyle          |
| 2018                | Aspen (Estados Unidos) | Medalla de plata    | Slopestyle          |
| 2018                | Bærum (Noruega)        | Medalla de plata    | Big air             |
| 2019                | Bærum (Noruega)        | Medalla de bronce   | Big air             |